# Red Harbour
Red Harbour est une communauté canadienne située sur l'île de Terre-Neuve dans la province de Terre-Neuve-et-Labrador. Elle est située à 20 km au nord-est de Marystown. La population y était de 214 habitants lors du recensement de 2006.

## Annexe